# Jaroslav Halva
Jaroslav Halva, (* 20. května 1942 v Modrom Kameni, Slovenský štát – 11. března 2014) byl (česko)slovenský atlet – oštěpař a trenér.
S atletikou začínal v 15 letech v Baníku Karlovy Vary, kde studoval na učilišti. Později působil v klubu Baník Sokolov pod trenérem Šimonem odkud se v roce 1969 dostal do československé reprezentace. V roce 1970 jako první československý oštěpař přehodil 80 m (80,06 m) se starým typem oštěpu. Od roku 1971 závodil za klub Dukla Banská Bystrica pod vedením trenéra Hunčíka. Ke konci kariéry závodil za klub Stavbár Nitra. Sportovní kariéru ukončil v roce 1985.
V témže roce začal působit jako trenér v Dukle Banská Bystrica. Jeho nejznámějším svěřencem byl Jan Železný, kterého trénoval v letech 1986 až 1991. Od roku 1999 působil jako trenér v klubu AK Zlín, kde vychoval několik špičkových českých oštěpařů. Mezi nejznámější patří Vítězslav Veselý. Zemřel po těžké nemoci v 72 letech.